# Nectandra lanceolata
A canela-amarela (nome científico: Nectandra lanceolata) é uma espécie da família das lauráceas. É endêmica da América do Sul. Apesar do nome popular não é uma verdadeira caneleira (gênero Cinnamomum).
Sinonímia: canela-amarela; canela-branca; canela-da-várzea; canela-do-brejo; canela-fedorenta; canela-louro; canela-vermelha; espora-de-galo
Sinonímia botânica: Nectandra lanceolata var. paraguaiensis; Nectandra leucantha; Nectandra leucothyrsus; Nectandra oreadum; Nectandra pichurim; Nectandra puberula; Nectandra weddellii; Ocotea pichurim